# Риу-де-Коруш
Риу-де-Коруш (порт. Rio de Couros)  —  район (фрегезия) в Португалии,  входит в округ Сантарен. Является составной частью муниципалитета  Оурен. По старому административному делению входил в провинцию Бейра-Литорал. Входит в экономико-статистический  субрегион Медиу-Тежу, который входит в Алентежу. Население составляет 2136 человек на 2001 год. Занимает площадь 18,08 км².
Покровителем района считается Дева Мария (порт. Nossa Senhora da Imaculada Conceição). 

## История
Район основан в 1729 году